# Prigioniero della seconda strada
Prigioniero della seconda strada (The Prisoner of Second Avenue) è un film del 1975 diretto da Melvin Frank. La pellicola è l'adattamento cinematografico dell'omonima pièce teatrale del 1971 scritta da Neil Simon, che qui cura anche la sceneggiatura.

## Trama
New York, 1975. In una giornata afosa, calda e con problemi di vario genere (mancanza d'acqua, di corrente e sciopero della nettezza urbana) Mel Edison viene licenziato dalla fabbrica dove lavorava da anni. I suoi nervi, poco a poco, cedono: prima mal sopporta il nodo della cravatta, poi un pullman stracolmo il cui autista accetta solo denaro contato e quindi lo costringe a scendere, poi ancora un taxi senza aria condizionata e successivamente un attacco di panico in un ascensore regolarmente funzionante.
Inizia ad andare in depressione e quando viene rapinato della roba che ha in casa ha un attacco di nervi scatenandosi contro tutto e tutti, ricavandone una secchiata d'acqua da un vicino spazientito. Decide di rivolgersi ad una psicoanalista. Quando la moglie lo viene a sapere, rimane dapprima incredula e ritorna poi al suo vecchio lavoro di segretaria sperando di risollevare i problemi economici dei due.
Mel a questo punto decide di risollevarsi. Per prima cosa picchia, dopo averlo inseguito, un giovane ladro, in realtà un semplice passante, togliendogli anche il portafoglio. Poi decide di vendicarsi della secchiata ricevuta, acquistando, in piena estate, una grossa pala con cui gettare chili di neve sul vicino. Sembrerebbe un gesto folle e ridicolo, ma le bizzarrie del clima decidono di dargli una mano.

## Curiosità
- Nel film sono presenti in due piccoli ruoli anche Sylvester Stallone e F. Murray Abraham a inizio carriera: il primo interpreta il giovanotto che Mel incontra nel parco verso la fine del film e che erroneamente scambia per un borseggiatore, il secondo l'autista di un taxi che prende Mel all'inizio del film.